# Benerwetan
Benerwetan is een bestuurslaag in het regentschap Kebumen van de provincie Midden-Java, Indonesië. Benerwetan telt 1302 inwoners (volkstelling 2010).